# ترگاستل
ترگاستل (به فرانسوی: Trégastel) یک کمون در فرانسه است که در Canton of Perros-Guirec واقع شده‌است.

## خصوصیات
ترگاستل ۷٫۰۰ کیلومترمربع مساحت و ۲٬۴۱۲ نفر جمعیت دارد.

## نگارخانه

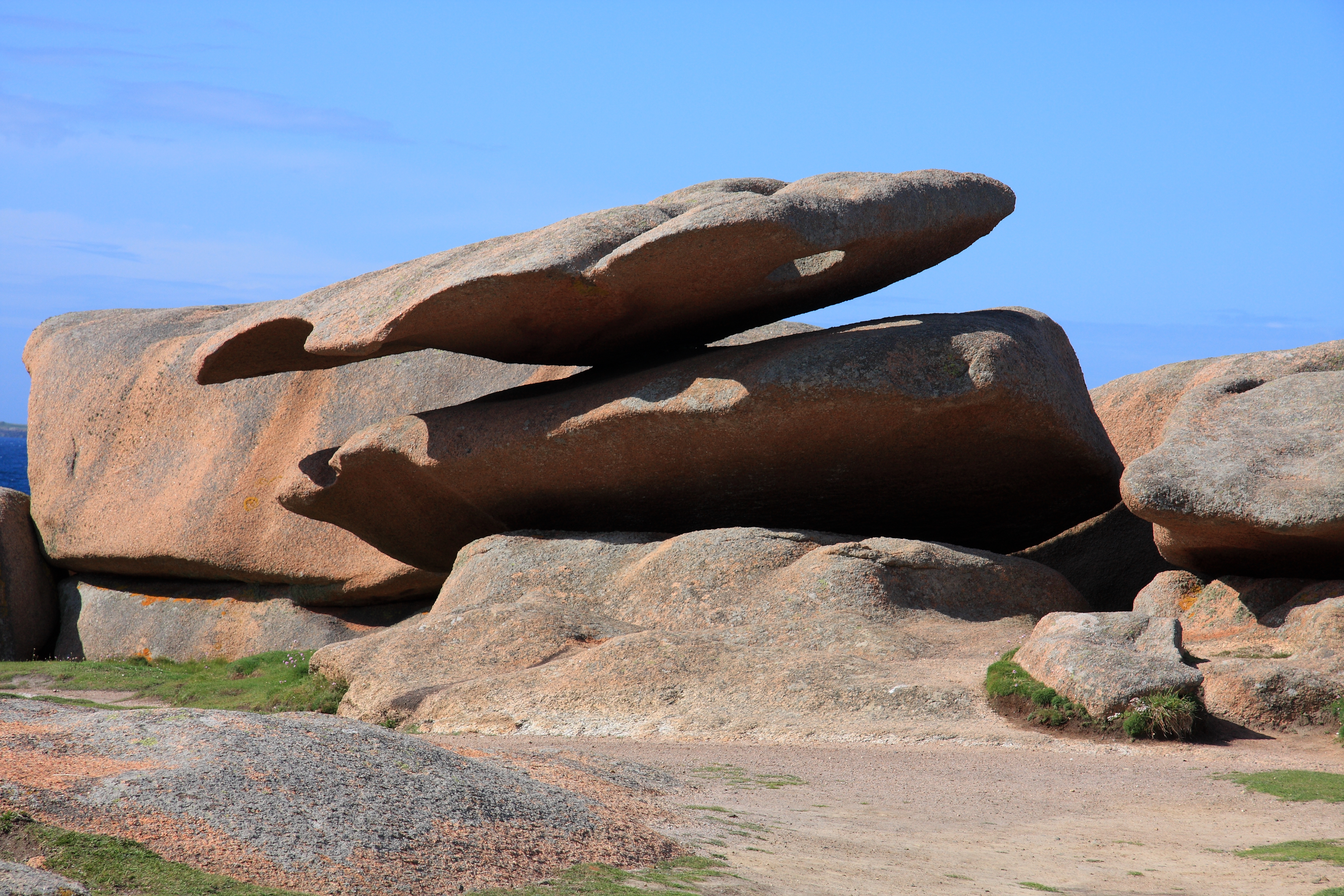
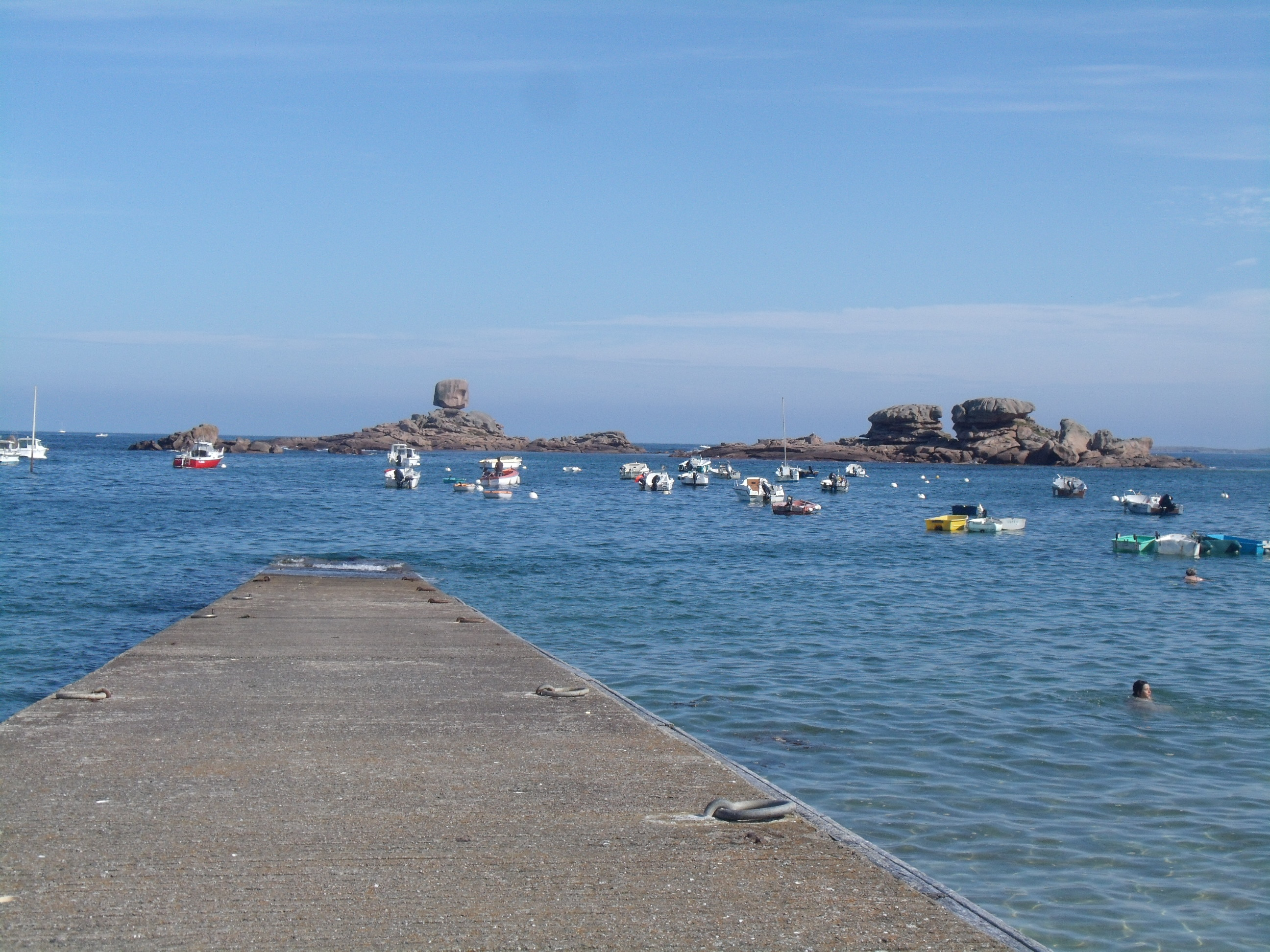
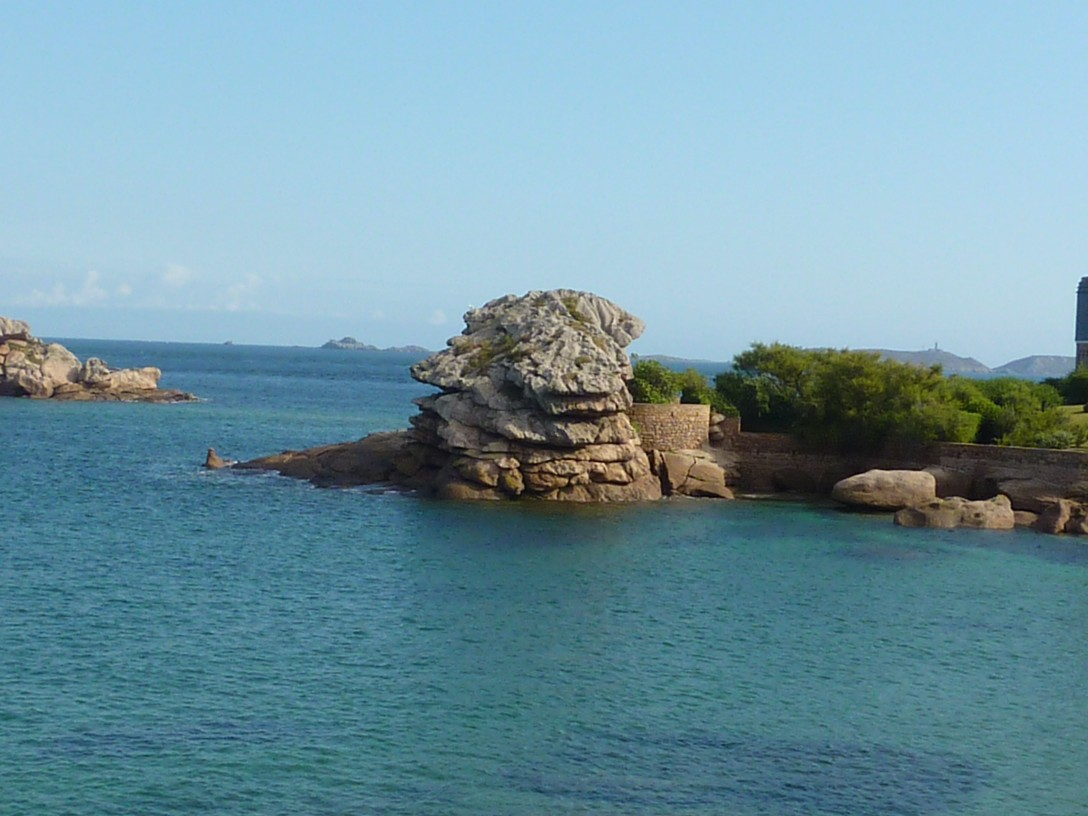
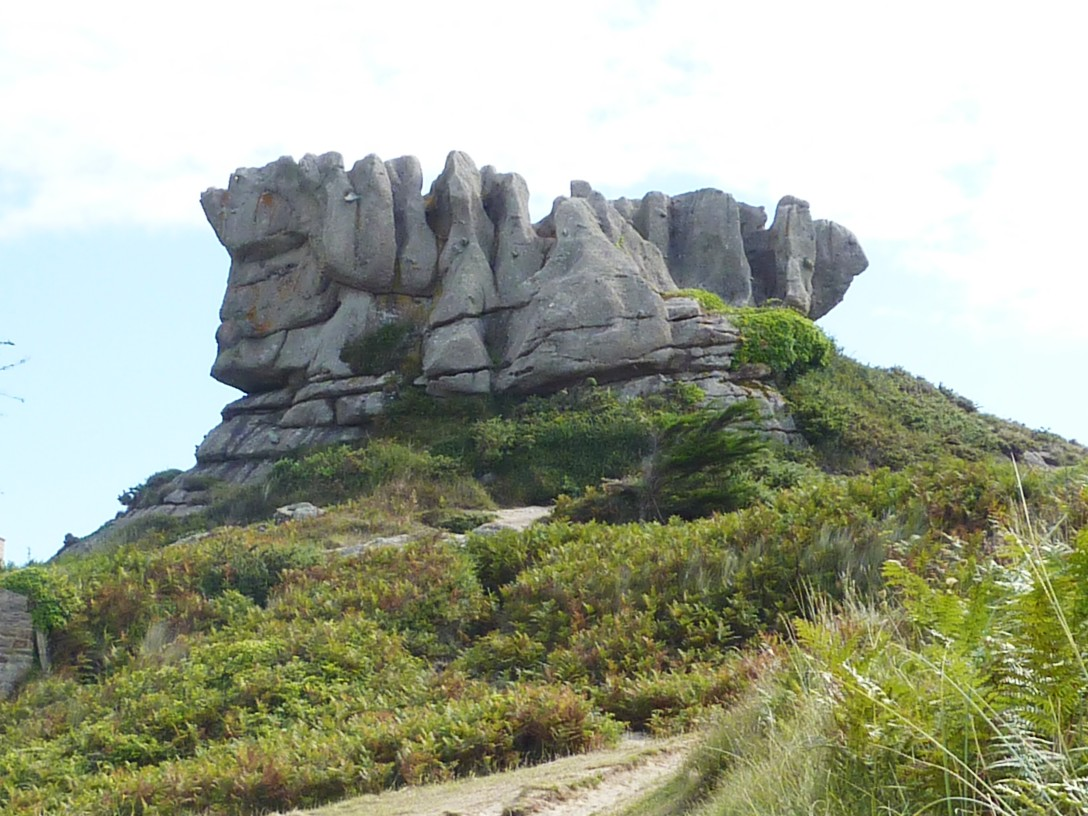
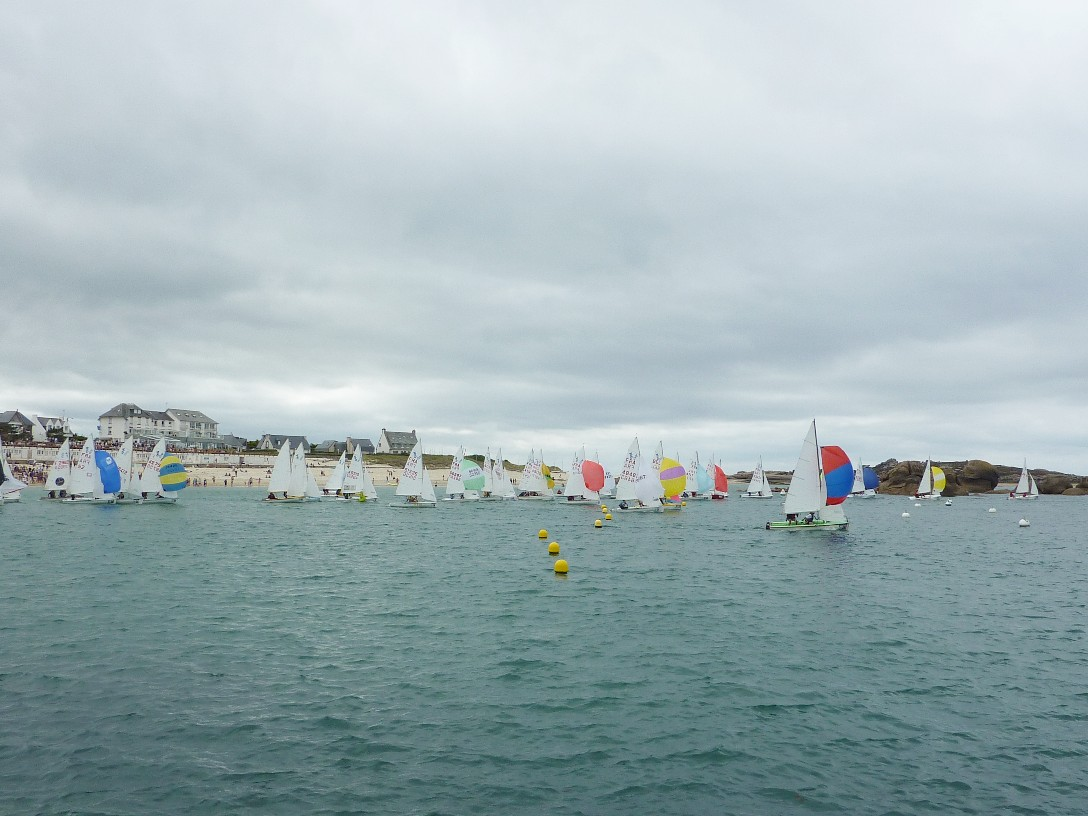
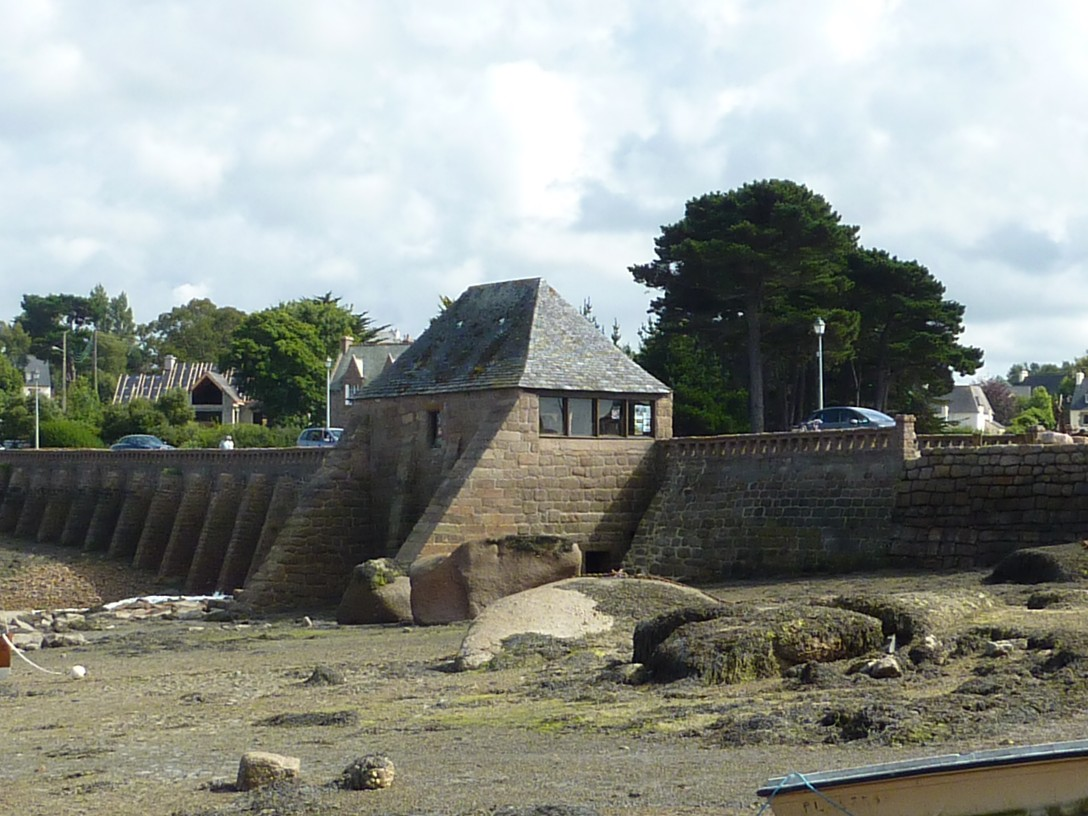
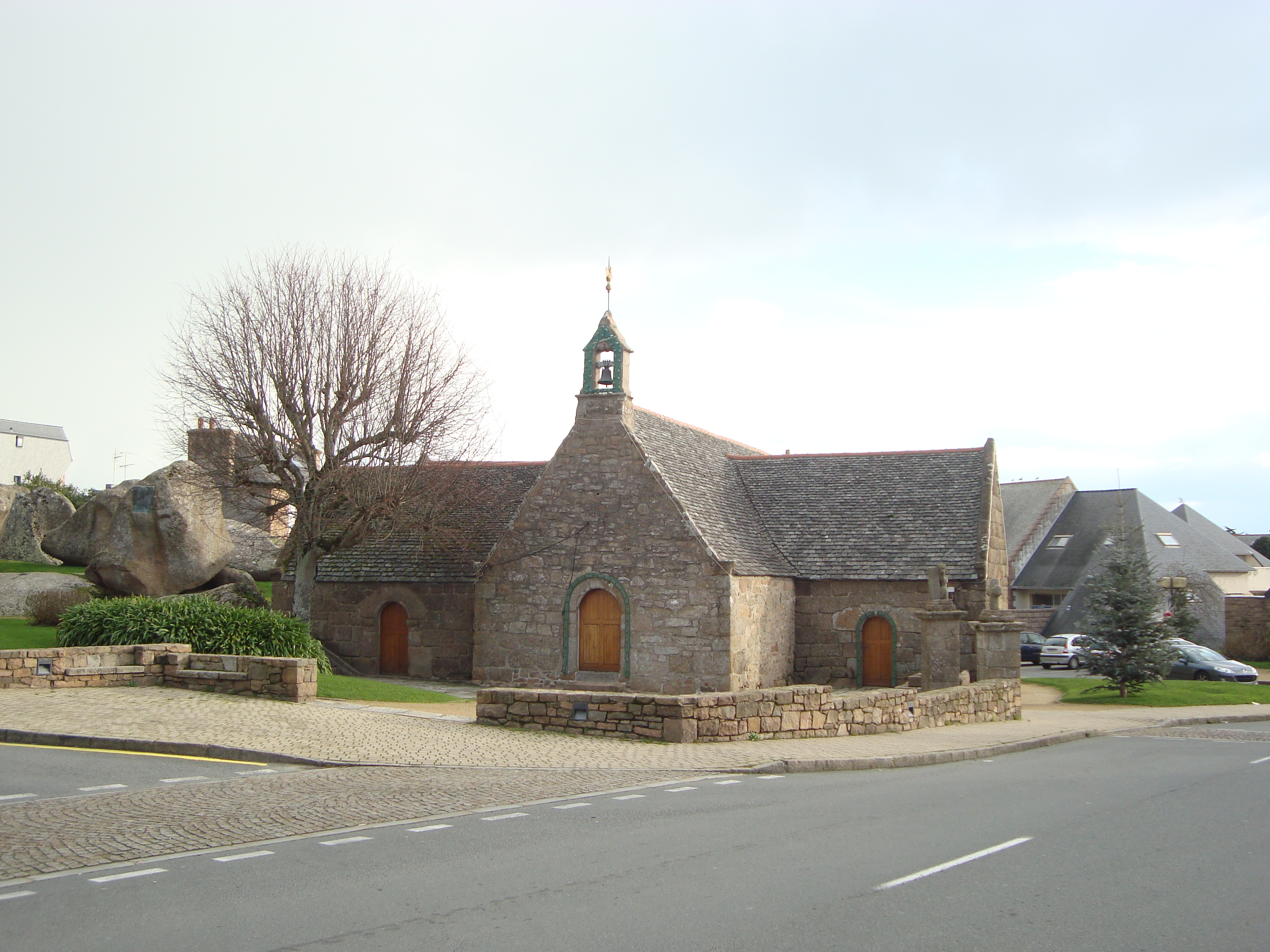
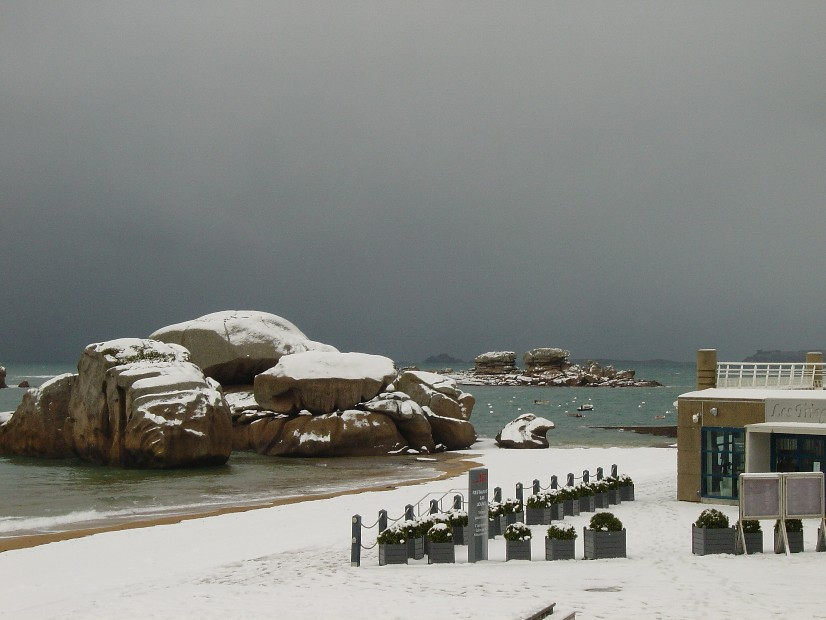
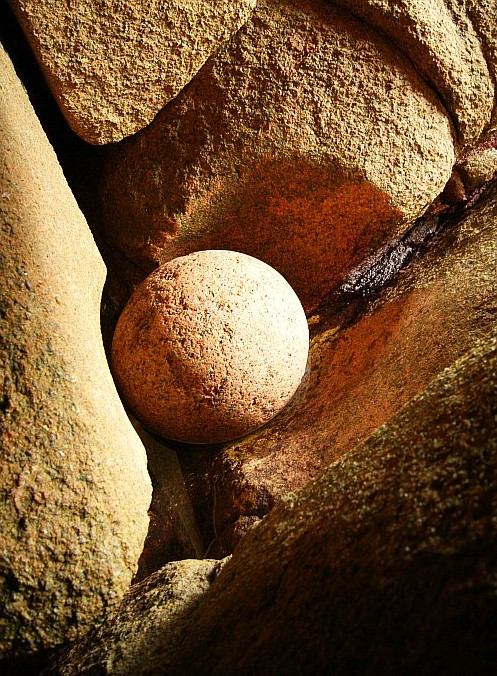